# Lophopepla argyrocarpa
Lophopepla argyrocarpa är en fjärilsart som beskrevs av Edward Meyrick 1914. Lophopepla argyrocarpa ingår i släktet Lophopepla och familjen praktmalar, Oecophoridae. Inga underarter finns listade i Catalogue of Life.